# Al Harris (giocatore di football americano 1956)
Alfred Carl Harris (Bangor, 31 dicembre 1956) è un ex giocatore di football americano e allenatore di football americano statunitense che ha militato nei ruoli di defensive end e linebacker nella National Football League (NFL).

## Carriera
Harris fu scelto dai Chicago Bears nel corso del primo giro (nono assoluto) del Draft NFL 1979. Vi giocò dal 1979 al 1984 e di nuovo dal 1986 al 1988. Saltò l'intera stagione 1985 per una disputa contrattuale, non essendo così parte di una delle squadra vincitrici del Super Bowl più dominanti di tutti i tempi.
Nel 1989 Harris firmò come free agent con i Philadelphia Eagles, dove disputò le ultime due stagioni in carriera prima di ritirarsi.